# جو کارترایت (بازیکن فوتبال)
جو کارترایت (انگلیسی: Joe Cartwright؛ ۱۱ دسامبر ۱۸۸۸ – ۱۹۵۵ (۶۶−۶۷ سال)) بازیکن فوتبال بود.
از باشگاه‌هایی که در آن بازی کرده‌است می‌توان به باشگاه فوتبال کریستال پالاس و باشگاه فوتبال نورتویچ ویکتوریا اشاره کرد.